# I believe in U (пісня)
I Believe in U — пісня української співачки Джамали, випущена в підтримку однойменної концертної програми. Музика і слова написані самою співачкою. 
Була представлена 12 травня у київському Палаці Спорту на концерті співачки. 
13 травня Джамала виконала «I Believe in U» у фіналі пісенного конкурсу Євробачення 2017, що проходив у Києві.

## Опис
За словами співачки, пісня «I Believe In U» написана про тих людей, які підтримують і надихають.

## Учасники запису
- Сусана Джамаладінова — автор музики і тексту, вокал, бек-вокал.
- Ігор Тарнопольский  — продюсер.

## Кліп
Зйомки кліпу співачки Джамали на пісню «I Believe in U» відбулися у квітні в Португалії.
Режисером виступив Ігор Стеколенко, який зняв більше сотні відеокліпів для українських та закордонних артистів, серед яких Океан Ельзи і група Brutto. Зйомки відео тривали три дні і проходили в Лісабоні - столиці Португалії.
Прем'єра відеокліпу відбудеться в середині травня.